# Markéta z Norfolku
Markéta z Norfolku (asi 1320 – 24. březen 1399) byla dcerou Tomáše z Norfolku, nejstaršího syna Eduarda I. z jeho druhého manželství. V roce 1338 zdědila hrabství Norfolk a úřad Earl Marshal.

## Rodina
Narodila se okolo roku 1320 jako dcera Tomáše z Norfolku, nejstaršího syna Eduarda I. a jeho druhé manželky Markéty, dcery Filipa III. Francouzského. Její matkou byla Alice Halesová, dcera Rogera Halese a Alice. Markéta měla bratra a sestru:
- Eduard z Norfolku
- Alice z Norfolku

## Život
V roce 1335 se v 15 letech provdala za Johna Segrava, kterému dala čtyři děti - dva syny a dvě dcery. V roce 1350 hledala důvod k rozvodu, tvrdila, že byla zasnoubena ještě předtím, než měla věk na vdávání a že nikdy nesouhlasila s jejich společným životem. Nakonec odcestovala na kontinent, aby se osobně dovolávala rozvodu u papeže. Král Eduard III. Anglický jí zakázal opustit Anglii, ale odjela tajně. Dbala přitom na to, aby od francouzského krále získala bezpečný průchod.
Roku 1351 jí Eduard III. vytkl, že přeplula kanál i přes jeho zákaz. Inkvizice ohledně tohoto incidentu ukazovala, že Markéta nezákonně překročila kanál a setkala se se služebníkem svého budoucího manžela, Waltera de Mauny. Služebník nohou zlomil lucernu, aby mohla nepozorovaně projít a během jejího pobytu ve Francii jí byl ochráncem. Tento incident a zapojení sluhy jejího budoucího manžela může svědčit o Markétině skutečné motivaci k rozvodu.
Rozvod byl nakonec vyslechnut papežovým auditorem, Danem St. Hullarym z Poitiers. Nicméně, Markétin první manžel zemřel v roce 1353, ještě předtím, než mohl být rozvod dokončen. Krátce nato, ještě před 30. květnem 1354 se bez králova souhlasu provdala za sira Waltera de Mauny. Byli spolu 18 let a dali život třem dětem, než Walter 8. nebo 13. ledna 1372 v Londýně zemřel.
29. září 1397 se Markéta stala vévodkyní z Norfolku.

## Manželství a potomci
S Johnem Segravem, 4. baronem Segrave:
- Jan
- Jan
- Alžběta
- Markéta

S Walterem de Mauny:
- Tomáš
- Anne de Mauny
- Isabela